# Station Genk-Zuid-Linkeroever
Station Genk-Zuid-Linkeroever is een goederenstation langs spoorlijn 21C in de stad Genk.